# Robert Boudry
 (août 2015).
Si vous disposez d'ouvrages ou d'articles de référence ou si vous connaissez des sites web de qualité traitant du thème abordé ici, merci de compléter l'article en donnant les références utiles à sa vérifiabilité et en les liant à la section « Notes et références ».
Robert Boudry est un écrivain et haut fonctionnaire français, né à  Taverny le  20 mars 1893 et mort à Vescous (commune de Toudon, Alpes Maritimes), le 20 octobre 1958.
Ami du poète malgache Jean-Joseph Rabearivelo et poète lui-même, il fut gouverneur général de Madagascar du 27 mars 1946 au 19 mai 1946.

## Publications
- Prédilections, avec des bois de Raymond Thiollière, Saint-Raphaël, éditions d'art des tablettes, 1921.
- Humanités, poèmes, avec des bois de Raymond Thiollière, Images de Paris, 1922.